# Thác Dải Yếm

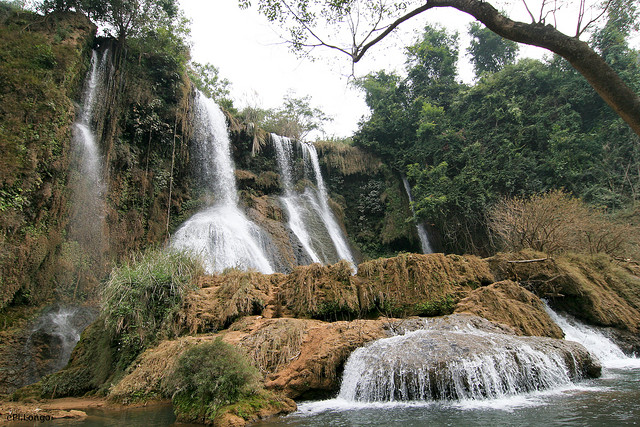
Thác Dải Yếm

Thác Dải Yếm, còn gọi là thác Nàng, thác Bản Vặt, là thác trên suối Bó Sập tại phường Mường Sang, thị xã Mộc Châu, tỉnh Sơn La .
Tên gọi "Dải Yếm" liên quan đến truyền thuyết, kễ rằng thác là dải yếm của người con gái cứu chàng trai thoát khỏi dòng nước lũ.

## Vị trí
Thác Dải Yếm nằm trên dòng suối Vặt khởi nguồn từ hai khe nước Bó Co Lắm và Bo Tá Cháu ở đầu bản Vặt, một bản của người Thái có lịch sử lâu đời. Suối Vặt chảy được 5 km đổ vào suối Bó Sập, một dòng suối lớn bắt nguồn từ bản Bó Sập giáp biên giới Việt Lào rồi chảy về đất Yên Châu. Tại nơi hợp lưu của hai suối, dòng nước gặp một vùng đá vôi và đổ xuống phía dưới tạo thành thác Dải Yếm.
Thác Dải Yếm bao gồm hai phần, thác nước phía trên rộng 70 mét, thác nước phía dưới nằm cách đó 150-200 mét. Vào mùa khô, thác phía dưới chỉ có một dòng chảy từ độ cao 50 m xuống triền đá ở dưới. hai thác đổ xuống với tổng chiều cao 100m, một bên được chia làm 9 tầng, bên còn lại 5 tầng. Cách giữa hai phần thác là một bãi đất phẳng thuận tiện cho việc tham quan của du khách. Thảm thực vật trên đỉnh thác cũng khá phong phú.

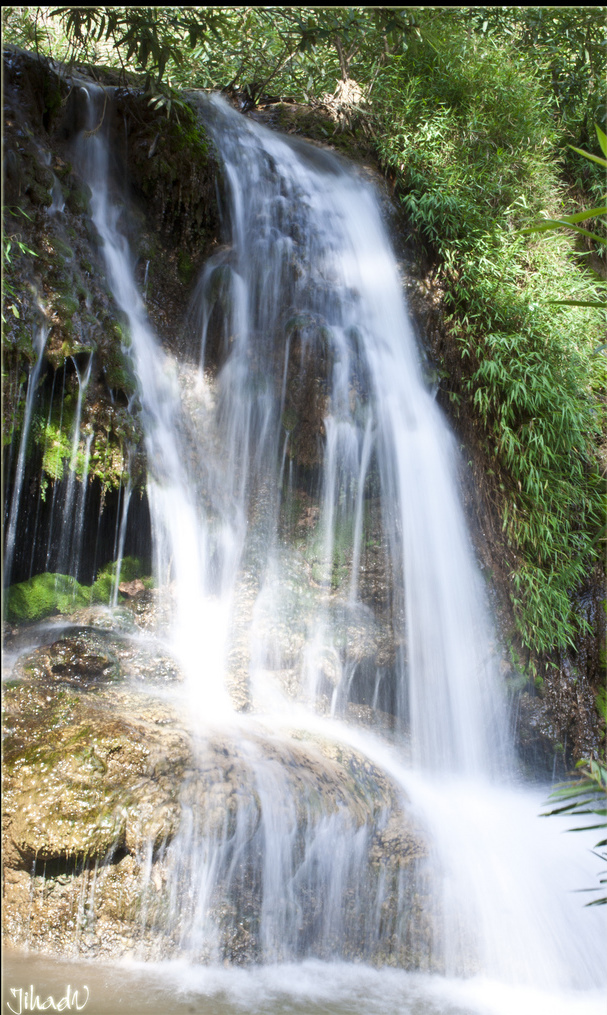
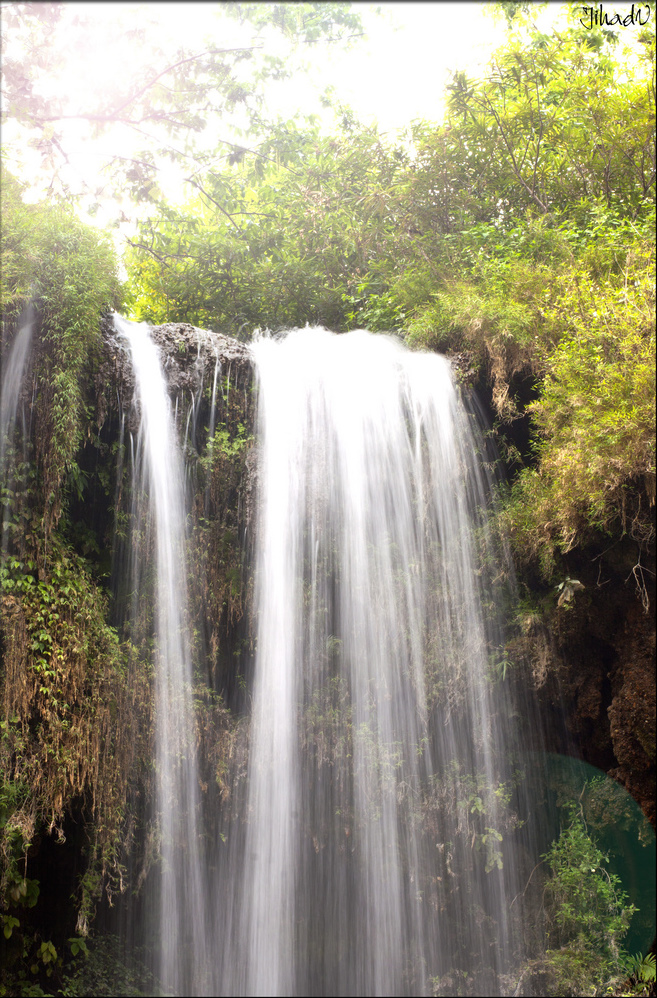